# Royal Family (Dokumentarfilm)
Royal Family ist ein Dokumentarfilm über die britische Königsfamilie, der im Jahr 1969 von der BBC produziert wurde. Die Regie führte Richard Cawston, Erzähler war der Schauspieler Michael Flanders, das Drehbuch stammte von Anthony Jay. Der Film gewährte zum ersten Mal überhaupt einen Einblick in den Alltag der Königsfamilie und sorgte für rekordhohe Einschaltquoten.
Ende der 1960er gab es vermehrt Anstrengungen, ein moderneres Image der Monarchie zu präsentieren. Insbesondere Philip, Duke of Edinburgh, der Ehemann von Königin Elisabeth II., wollte der Öffentlichkeit zeigen, dass die Mitglieder der Königsfamilie „normale, hart arbeitende Leute“ seien. Jahrhundertelang hatte die Meinung vorgeherrscht, zur Erhaltung der Monarchie sei ein gewisser Grad an Mystifizierung und Überhöhung unerlässlich; das Privatleben der königlichen Familie müsse um jeden Preis geschützt werden. Mit dem Aufkommen der Massenmedien im 20. Jahrhundert begannen sich diese Ansichten allmählich zu ändern.
Als 1968 die bevorstehende Investitur von Charles zum Prince of Wales bekanntgegeben wurde, sah sich das Königshaus mit ungewöhnlich vielen Medienanfragen konfrontiert. Die Königin und der Duke of Edinburgh befanden, eine Dokumentation nur über ihren ältesten Sohn sei womöglich zu wenig interessant; so entstand die Idee, auch die übrigen Familienmitglieder miteinzubeziehen. Regisseur Richard Cawston von der BBC wollte zunächst einen analytischen Film über die Monarchie drehen, entschied sich dann aber nach Produktionsbeginn für eine chronologische Darstellung des Lebens der Königsfamilie während eines Jahres. Royal Family wurde am 22. Juni 1969 im Programm der BBC ausgestrahlt und erreichte 22 Millionen Zuschauer, weitere 15 Millionen sahen eine Woche später die Wiederholung auf ITV. Somit sahen rund zwei Drittel aller britischen Fernsehzuschauer den zweistündigen Dokumentarfilm.
Seit diesen beiden Ausstrahlungen blieb der Dokumentarfilm weitgehend unter Verschluss – angeblich weil die Königin besorgt war, ihre Familie mache darin einen zu gewöhnlichen Eindruck. Elisabeth II. war im Besitz des Copyrights und gewährte nur wenigen Personen Zugang zum Filmmaterial, zu wissenschaftlichen Zwecken. Kurze Ausschnitte wurden erstmals wieder im Jahr 2011 für die BBC-Dokumentation The Duke at 90 (zum 90. Geburtstag des Duke of Edinburgh) freigegeben, ebenso 2012 für die Ausstellung Queen: Art and Image anlässlich des diamantenen Thronjubiläums. Große Teile des Films bleiben der Öffentlichkeit jedoch weiterhin vorenthalten. Ende Januar 2021 wurde die vollständige Dokumentation unautorisiert auf Youtube veröffentlicht und war dort für kurze Zeit zugänglich. Auf Betreiben der BBC wurde das Video aber innerhalb kürzester Zeit kommentarlos wieder gelöscht.